# Friedrich Beyer (Musiker)
Friedrich „Fritz“ Beyer (* 9. Oktober 1929; † 2. August 2010 in Wien) war ein österreichischer Jazzmusiker (Holzbläser, Pianist) und Radiomoderator. Er ist vor allem auf dem Tenorsaxophon als versierter Solist hervorgetreten. 
Beyer begann seine Karriere in der Bebop-Bigband von Sänger Gert Steffens. Um 1960 leitete er sein Fritz-Beyer-Quartett, das im Stil von Stan Getz spielte. Er arbeitete dann in den Bigbands von Heinz Neubrand/Viktor Plasil, Richard Oesterreicher und Karel Krautgartner, mit dem er zum ORF ging. In den 1980er und 1990er Jahren war er dort für Hörfunk-Programme wie Big Band Classics verantwortlich. Auch gehörte er zu den Gruppen von Teddy Ehrenreich, Martin Breinschmid, Bill Grah, Michael Starch, Sigi Maron, Elly Wright, den Jazz Amateurs und den Classic Swing Serenaders. Daneben spielte er mit durchreisenden Stars wie Sir Charles Thompson, Harry Sweets Edison oder Barney Kessel im Wiener Jazzland. Als Studiomusiker war er auch an Alben von Claudius Alzner, Erika Pluhar, Toni Stricker, Karl Hodina oder Geduldig un Thimann beteiligt. Beyer wurde am Stammersdorfer Zentralfriedhof (Gruppe B, Reihe 2, Nummer 23) in Wien bestattet.

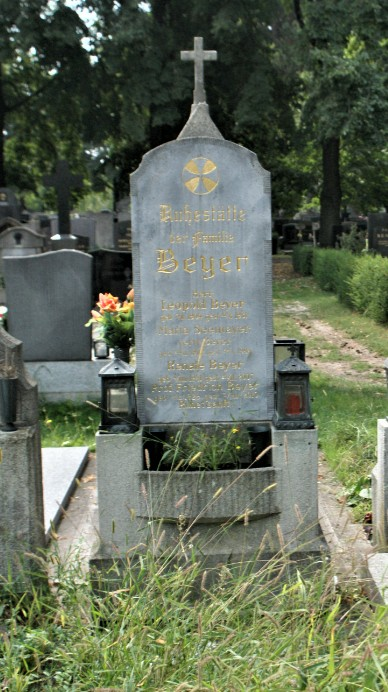
Grabstätte von Friedrich Beyer